# Китайская футбольная ассоциация
Китайская футбольная ассоциация (中国足球协会, англ. Chinese Football Association, CFA) — руководящий футбольный орган в Китайской народной республике. Была сформирована в Пекине в 1955 году, в 1974 году была принята в члены Азиатской футбольной конфедерации, а затем в 1979 году — в ФИФА. С момента вхождения в ФИФА, Китайская футбольная ассоциация стала неправительственной некоммерческой организацией, хотя является подразделением Китайской спортивной администрации (англ. Chinese General Administration of Sport).

## История
Впервые Китайская футбольная ассоциация была основана в 1924 году. Принята в ФИФА в 1931, однако после окончания Гражданской войны в Китае и поражения Гоминьдана, ассоциация переместилась на Тайвань и не могла представлять весь Китай (см. Футбольная ассоциация китайского Тайбэя).
Существующая Китайская футбольная ассоциация в КНР была основана в 1955 году. Штаб-квартира расположена в Пекине. Председатель (Президент) — Вэй Ди.
В 1994 году КФА сформировала профессиональную лигу по футболу, состоящую из двух Лиг: Цзя-А и Цзя-Б, в каждой из которых играли 12 команд, два клуба ежегодно покидали лигу, а два получали повышение в классе.
С начала сезона 2004 года, бывшая Лига Цзя-А была заменена Китайской Суперлигой, а текущая Лига Цзя-Б была переименована в «новую Лигу Цзя-А». Последняя часто называется «Китайской Лигой».
На международной арене Китай представлен мужской и женской сборными по футболу. В отличие от мужской, первая женская команда добилась больших успехов, проиграв по пенальти национальной команде США в финале женского чемпионата мира по футболу в 1999 году, а также финишировав четвертой на мировом первенстве 1995 года.

## Руководящая структура
После восстановления деятельности ассоциации в 1955 году было определено, что она будет находиться в ведении Китайской спортивной администрации. Кроме того, ассоциация выбирает Председателя, который внес вклад в развитие сборной в качестве тренера или игрока. Данное требование было устранено в 1989 году, когда спорт начал становиться профессиональным, а ассоциация стала позиционировать себя как неправительственная некоммерческая организация. Посты Председателя (Президента) и его первого заместителя стали формальными, а их деятельность стала заключаться в надзоре за развитием футбола в Китае.
Также деятельность ассоциации заключается в административных и дисциплинарных расследованиях и наказаниях, организации проведения соревнований чемпионате Китая по футболу, а также национальной сборной, в том числе заключение и расторжение контракта с главным тренером сборной и его помощниками. При этом роль собственно Председателя незначительна.

| Председатель КФА - Хуан Чжун (1955—1979) - Ли Фэнлоу (1979—1985) - Юань Вэйминь (1985—1989) - Нянь Вэйсы (1989—1992) - Юань Вэйминь (1992—2004) - Лю Пэн (2004-по н.в.) | Первый заместитель Председателя КФА - Сунь Баожун (1989—1992) - Ван Цзюньшэн (1992—2000) - Янь Шидо (2000—2004) - Се Ялун (2005—2008) - Нань Юн (2009) - Вэй Ди (2010-по н.в.) |

## Соревнования
| - Суперлига Китая по футболу - Кубок Китая по футболу - Суперкубок Китая по футболу - Первая Лига Китая - Вторая Лига Китая - Третья Лига Китая | - Лига дублирующих составов Суперлиги Китая - Лига U-19 Китая - Лига U-17 Китая - Лига U-15 Китая - Университетская Лига Китая |

| - Женская Суперлига Китая - Женский Чепионшип Китая - Женский кубок Китайской футбольной Ассоциации - Женский Суперкубок Китая | - Лига футзала Китая - Кубок КФА по футзалу |

### Пляжный футбол
- Чемпионат Китая по пляжному футболу